# Radio Q
Radio Q (Q pentru queer) a fost o stație de radio pentru comunitatea LGBT și queer din România. Stația de radio, care în prezent se poate accesa doar prin internet, a fost lansată sub numele de 2G Radio în 18 decembrie 2005, numele de Radio Q fiind asumat în 2006. Stația este afiliată la portalul gay GayOne.ro, care era inițial numită 2G. Radio Q este primul post de radio LGBT din România.
Radio Q transmite non-stop prin serviciul său streaming de pe internet, majoritatea transmisiilor fiind muzică de diverse genuri, mai ales muzică electronică și trance. De asemenea, postul transmite o varietate de programe și emisiuni despre cultura și drepturile LGBT din România. Aceste emisiuni sunt arhivate pe site-ul Radio Q pentru a putea fi descărcate și accesate după data de transmisie. În viitor, Radio Q intenționează să se dezvolte într-o stație de radio FM, pentru ca transmisiile sale să poată fi accesate fără utilizarea internetului.